# Закон України «Про повну загальну середню освіту»
Закон України «Про повну загальну середню освіту» — Закон України, що визначає правові, організаційні та економічні засади функціонування і розвитку системи загальної середньої освіти. Прийнятий Верховною Радою IX скликання 16 січня 2020 року. Документ підтримали 327 народних депутатів. Лише 13 березня Президент України Володимир Зеленський підписав його.

## Зміст
Закон складається з 65 статей у дев'яти розділах та десятого розділу — Прикінцеві та перехідні положення.
 Розділ I. Загальні положення
 Розділ II. Доступність повної загальної середньої освіти
 Розділ III. Освітній процес
 Розділ IV. Учасники освітнього процесу
 Розділ V. Заклад загальної середньої освіти та управління ним
 Розділ VI. Забезпечення якості повної загальної середньої освіти
 Розділ VII. Управління у сфері загальної середньої освіти
 Розділ VIII. Економічні відносини у сфері загальної середньої освіти
 Розділ IX. Міжнародне співробітництво
 Розділ X. Прикінцеві та перехідні положення.

## Основні новації
Закон гарантує зарахування дітей до початкової школи без жодних конкурсів, при цьому заклад має бути територіально доступним для дітей незалежно від їхнього соціального статусу чи місця народження. Також передбачена інклюзивність, тобто можливість дітям з особливими освітніми потребами навчатися в звичайних школах за власною освітньою траєкторією.
Побудова індивідуальної освітньої траєкторії передусім для дітей з особливими освітніми потребами й тих учнів, що додатково поглиблено навчаються поза школою чи прагнуть навчатись вдома. Додаткові індивідуальні чи групові консультації для учнів за рахунок держави.
Закон вперше встановлює право учнів на справедливе, неупереджене, об'єктивне, незалежне, недискримінаційне та доброчесне оцінювання результатів навчання. Також учням надається право обирати курси, навчальні предмети (інтегровані курси).
Запроваджуються три адаптаційні цикли навчання: 1-2 класи, 5-6 класи та 10 клас. Крім того, Закон передбачає більше прав для учнівського самоврядування.
Одна з основних новацій — три моделі вивчення української мови. Перша модель передбачена для корінних народів України, що не проживають у мовному середовищі своєї мови та не мають держави, яка цю мову захищала б та розвивала (передусім, це кримські татари). Друга модель — для шкіл з навчанням мовою національних меншин, мови яких належать до мов ЄС. Третя модель працюватиме для решти національних громад України. Вона стосується нацменшин, мова яких належить до однієї з українською мовної сім'ї, а також що проживають переважно в середовищі власної мови (російська мова).
Документ також гарантує реальну педагогічну автономію вчителя у створенні програм; розробці власної системи оцінювання та заохочення учня (зі створенням шкали переведення у 12-бальну); підвищенні кваліфікації за власним вибором та за кошт держави. Уводиться більше доплат для вчителів, зокрема від 10 до 20 % від зарплати за завідування ресурсними кімнатами, кабінетами інформатики та спортивними залами.
Перший рік роботи молодий вчитель проходитиме педагогічну інтернатуру. В її межах він чи вона отримає наставника, який буде зобов'язаний надавати консультації молодому фахівцю та допомагати йому стати успішним вчителем. Наставник отримуватиме додаткову 20 % надбавку.
Закон дає можливість батькам супроводжувати дитину з особливими освітніми потребами під час навчання, а також надає гарантії захисту учнів від булінгу. Окрім цього, документ передбачає обов'язкове навчання вчителів основам домедичної допомоги та закриває доступ у заклад особам, які вчинили злочин проти статевої свободи чи статевої недоторканності дитини.
До 1 липня 2020 року директори шкіл, які перебувають на безстрокових трудових угодах, будуть в обов'язковому порядку переведені на строкові трудові угоди на 6 років
Закон передбачає більше можливостей для шкіл у використанні власних коштів. Зокрема на:
- формування структури закладу та штатного розпису;
- встановлення доплат, надбавок, виплати матеріальної допомоги, премій та/або їхніх розмірів, інших видів стимулювання та відзначення працівників;
- оплату поточних ремонтних робіт приміщень і споруд закладів загальної середньої освіти;
- оплату підвищення кваліфікації педпрацівників;
- укладення цивільно-правових угод для забезпечення діяльності закладу[2].

## Реакції на прийняття Закону
З ухваленням Закону «Про повну загальну середню освіту» Україна виконала ключові рекомендації Венеціанської комісії щодо мови освіти, які стосувалися навчання мовами Євросоюзу, зокрема і угорською.
МЗС РФ вважає, що прийнявши цей Закон, Україна «продовжує йти шляхом насильницької українізації, асиміляції неукраїномовного населення».
Перша реакція угорської громади Закарпаття на ухвалений Закон також була негативною. Так, науково-дослідний центр імені Антонія Годинки (працює на базі угорського інституту ім. Ракоці ІІ в Берегові) заявив, що Закон є «черговим кроком українізації».